# Mk 4/Mk 40 Folding-Fin Aerial Rocket

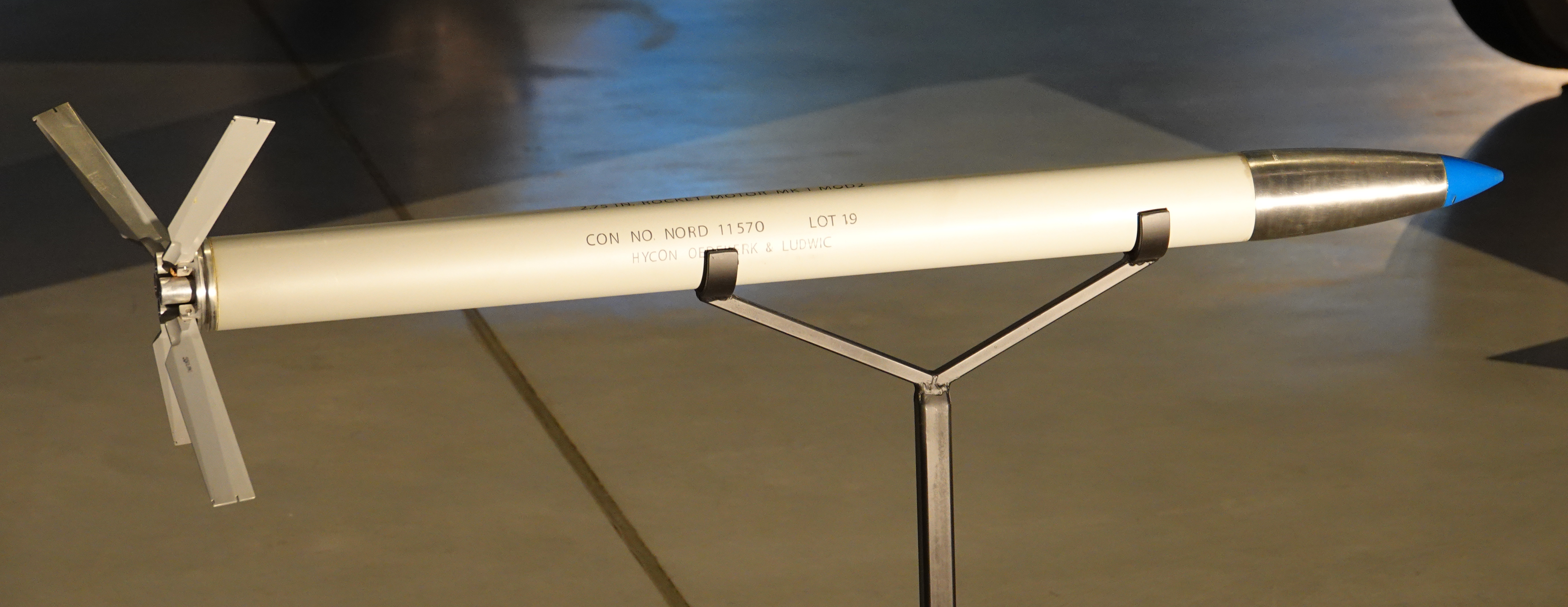
Pocisk Mk 4 mod 2

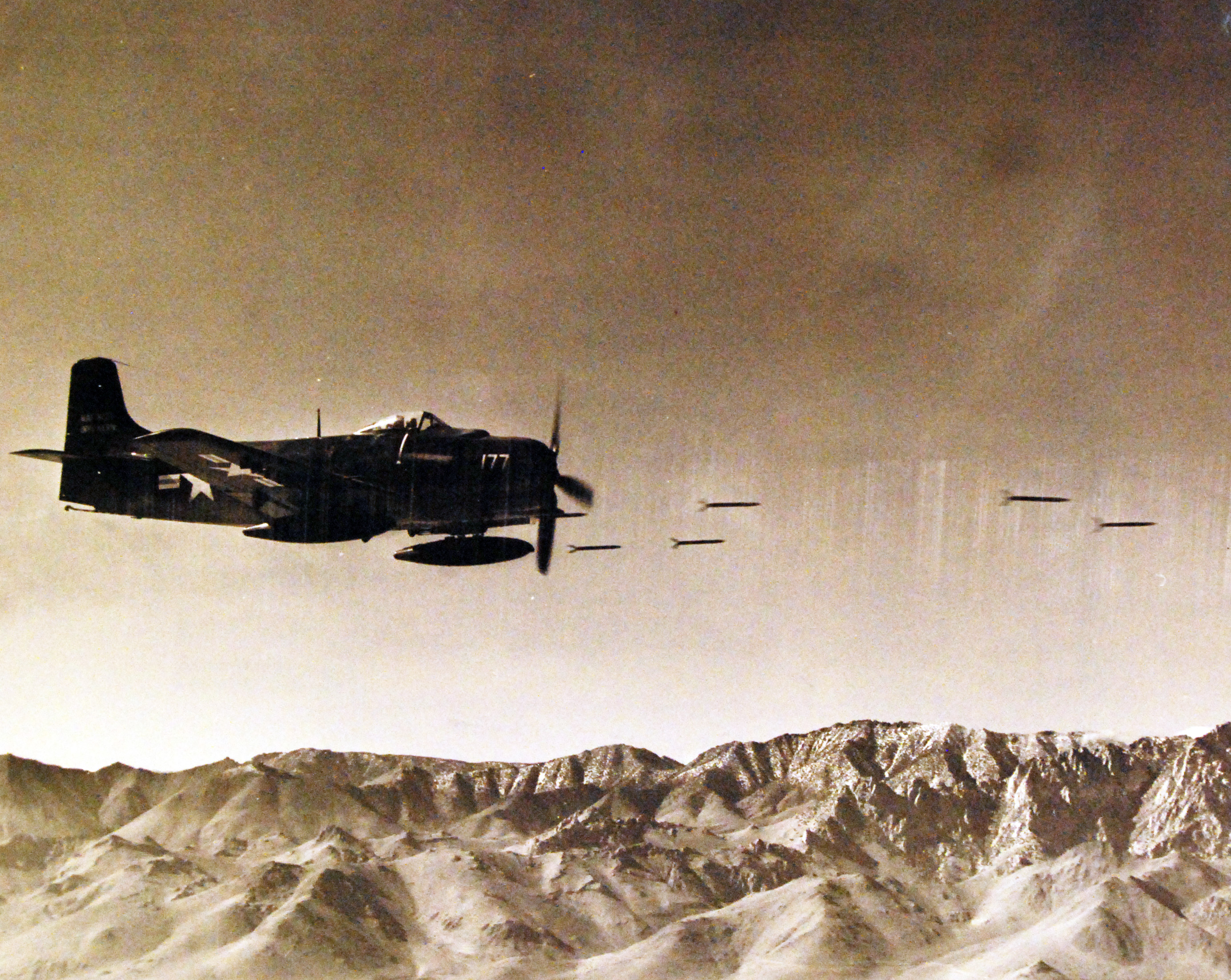
Douglas AD Skyraider odpalający salwę pocisków FFAR (1950)

Mk 4 Folding-Fin Aerial Rocket (FFAR) – amerykańska rakieta kalibru 70 mm, początkowo używana jako podstawowa broń niektórych myśliwców przechwytujących, w późniejszym okresie opracowano także modularną wersję tego pocisku jako rakietę typu powietrze-ziemia.
Już w końcowym okresie II wojny światowej okazało się, że używane wówczas powszechnie karabiny maszynowe 12,7 mm były niewystarczającą bronią do szybkiego zestrzelenia powstających wówczas samolotów, a problem ten powiększył się jeszcze po pojawieniu się szybszych i większych samolotów odrzutowych. Działka większego kalibru, których pociski miały większą siłę niszczącą, nie miały zazwyczaj odpowiedniego zasięgu i miały stosunkowo niską szybkostrzelność. W czasie wojny niekierowane pociski rakietowe powietrze-ziemia, takie jak amerykański HVAR, okazały się być niezwykle skuteczną bronią, a doświadczenie Luftwaffe w użyciu rakiet powietrze-powietrze takich jak R4M pokazało jak skuteczne mogą być salwy składające się z dużej liczby tych rakiet do zwalczanie dużych formacji bombowców.
Pierwsza rakieta typu FFAR (dosłownie – rakieta powietrzna ze składanymi statecznikami) została opracowana w zakładach Naval Ordnance Test Center należących do Marynarki Wojennej Stanów Zjednoczonych i firmy North American Aviation, bazowały właśnie na niemieckiej rakiecie R4M. 
Pierwsza wersja rakiet, Mk 4, mierzyła ok. 1,2 m długości i ważyła 8,4 kg z głowicą o masie 2,7 kg. Rakieta miała cztery stateczniki które były złożone w wyrzutni i rozkładały się po jej opuszczeniu przez rakietę w celu ustabilizowanie jej lotu. Maksymalny zasięg rakiety wynosił ok. 3400 m. Z powodu bardzo prostej konstrukcji rakiety tego typu były bardzo niecelne i strzelano z nich w bardzo dużych salwach, niektóre samoloty uzbrojone były aż w 104 rakiety tego typu.
FFAR stanowiły główne uzbrojenie większości myśliwców przechwytujących USAF z początku lat 50. takich jak F86, F-89 i F-94, a także dodatkowe uzbrojenie myśliwca F-102 Delta Dagger.
Mk 4 znane były jako "The Mighty Mouse" od postaci rysunkowej o tym samym imieniu. "Potężna Mysz" była raczej nieudaną bronią, o ile do zestrzelenia samolotu wystarczało uderzenie jednej rakiety, to z powodu dużego rozrzutu salwa 24 rakiet pokrywała powierzchnię ok. 100 m na 50 m. Z powodu tej wady rakiety zostały wycofane z użycia jako broń powietrze-powietrze pod koniec lat 50., a zastąpione zostały kierowanymi rakietami powietrze-powietrze, niemniej w zmodyfikowanej wersji Mk 40 z mocniejszym silnikiem rakietowym pozostały na uzbrojeniu lotnictwa jako rakieta powietrze-ziemia, a na jej podstawie opracowano będącą ciągle w użyciu rakietę Hydra 70.